# 水酸化テトラエチルアンモニウム
水酸化テトラエチルアンモニウム（すいさんかテトラエチルアンモニウム、英: Tetraethylammonium hydroxide）は、化学式(C2H5)4NOHで表される有機化合物であり、Et4NOHと略記される。これは、水酸化物のテトラエチルアンモニウム塩である。水またはアルコール溶液として使用および供給され、無色で強アルカリ性である。この化合物は、有機合成における一般的な試薬である。また、ゼオライトの調製にも用いられる。

## 構造

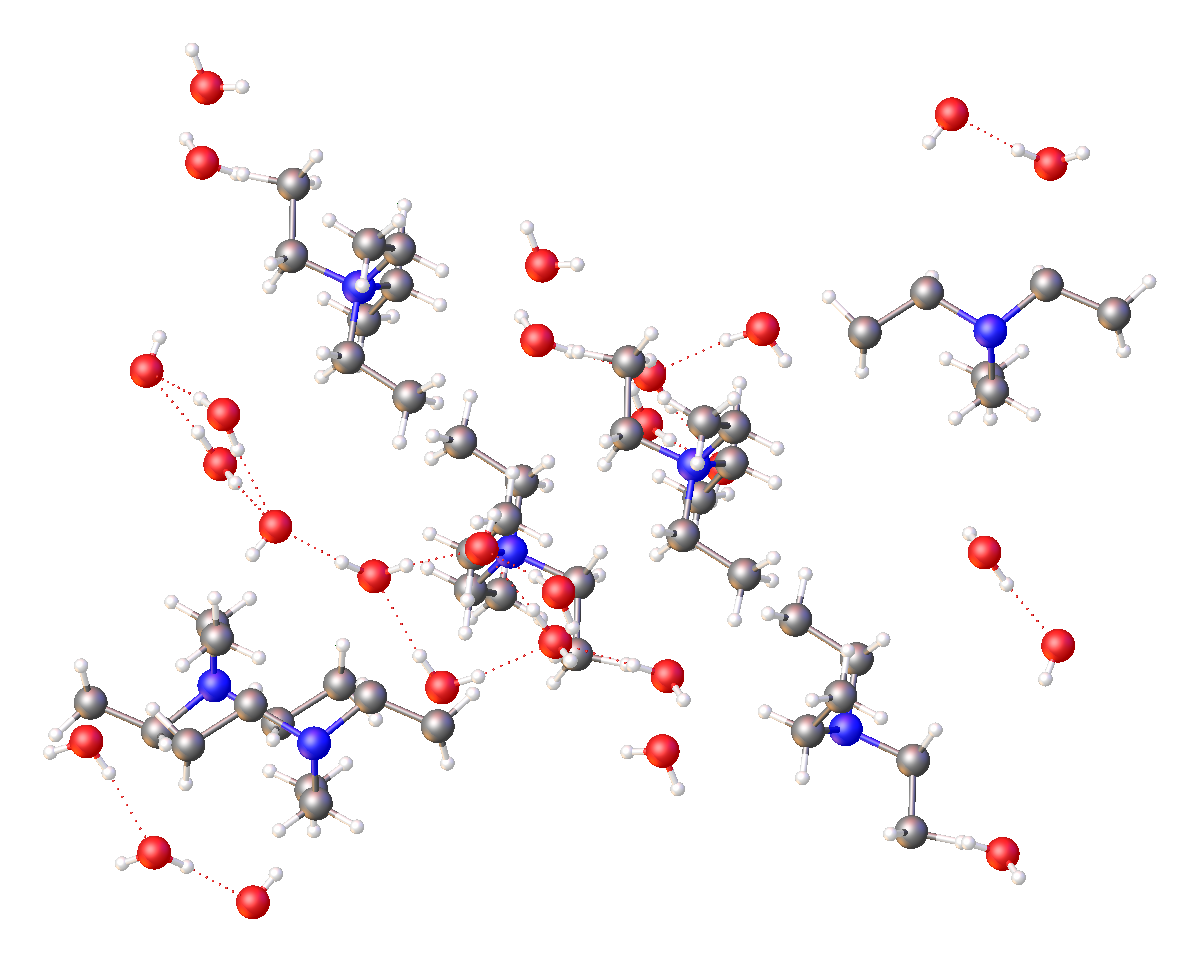
Et_{4}NOH^{.}4H_{2}Oの構造

水酸化テトラエチルアンモニウムは、通常、水溶液として用いられる。NEt4OH·xH2O（x = 4、5、9）を含む、いくつかの水和物が結晶化されている。これらの塩は、明確に分離したEt4N+カチオンと水酸化物アニオンを特徴としている。ヒドロキシ基は、結晶水と水素結合によって結合している。無水水酸化テトラエチルアンモニウムは単離されていない。

## 合成と反応
水酸化テトラエチルアンモニウムは、臭化テトラエチルアンモニウムから、水酸化物型のイオン交換カラムを使用するか、酸化銀(I)の作用による塩メタセシス反応によって調製される。水酸化テトラエチルアンモニウムの単離を試みると、ホフマン脱離が起こり、トリエチルアミンとエチレンが生成される。
水酸化テトラエチルアンモニウムをさまざまな酸で処理すると、水と他のテトラエチルアンモニウム塩が得られる。
Et
4NOH + HX  →  Et
4NX + H
2O